# 张俐娜
张俐娜（1940年8月14日—2020年10月17日），女，福建光泽人，中國化學家，武汉大学化学与分子科学学院教授。中国科学院化学部院士。因高分子溶解方面的卓越贡献，于2011年获得化学奖项安塞姆·佩恩奖，是中国大陆获得该奖项的第一人。

## 生平
1940年，张俐娜出生于福建光泽。父亲原名张国熊（后改名张杰），与中国共产党早期领导人张国焘是嫡亲的堂兄弟。张杰早年就读于清华大学，期间与谷霁光结为好友。谷霁光后来将胞妹嫁给了张杰，而张俐娜便是他们的长女。张俐娜幼时随父母搬到江西南昌居住，父亲在江西师范大学图书馆担任馆长，母亲则在小学教书。她在1955年考入南昌第一高级中学，1958年考入武汉大学化学系，期间与高两届的同系师兄杜予民相识，后来成为终身伴侣（1965年结婚）。
1963年毕业后，在那年代，由于家庭出身原因，她被分配到了北京铁道科学研究院勞動，从事刹车皮碗的研发工作。1973年，她申请回到武汉大学化学系任教。1985年赴大阪大学担任一年客座研究员。1988年6月晋升为副教授，1993年6月晋升为教授。1986年12月加入中国民主同盟，曾任第八、九届中央委员，第八届湖北省政协常委，第十届全国政协委员。2011年11月当选为中国科学院院士。
2018年3月，她与丈夫杜予民赴美国斯托瓦斯医学研究所、密苏里大学堪萨斯分校、马里兰大学访问和讲学，并出席第255届美国化学会年会。
2020年10月17日在武汉逝世。

## 荣誉
因在高分子溶解方面的卓越贡献，她于2011年获得化学奖项安塞姆·佩恩奖，是中国大陆获得该奖项的第一人。她发明了在特殊调配的水性溶液中，于低温环境中溶解难容于水的高分子材料。通过该方法，可以将一些生物废料如蔗渣等转变成类似丝绸的物品，或者制成杯子等。且这类材料在埋入地下之后，在有水以及适当温度的环境下，可于数月内被细菌所降解。
2013年，她与团队完成的“基于天然高分子的环境友好功能材料构建及其构效关系”课题获国家自然科学二等奖。2017年，她被学生评选为“武汉大学我心目中的好导师”。